# Lincoln Automobile Company
Lincoln Automobile Company war ein US-amerikanischer Hersteller von Automobilen.

## Unternehmensgeschichte
Das Unternehmen wurde 1907 in Lincoln in Illinois gegründet. Beteiligt waren William Bates, Robert M. Berry, William Fogarty Jr. und L. W. Walker. Nach einigen Prototypen begann Anfang 1908 die Serienproduktion von Automobilen. Der Markenname lautete Lincoln. 1909 endete die Produktion. Das Unternehmen ging in den Bankrott.
Weitere US-amerikanische Automarken namens Lincoln stellten Lincoln Electric Company, Lincoln Motor Car Works, Lincoln Motor Car Company sowie der Ford-Konzern als Lincoln her.

## Fahrzeuge
Das Unternehmen stellte Highwheeler her. Typisch waren der luftgekühlte Zweizylindermotor, das Planetengetriebe, Vollgummireifen und Rechtslenkung Ungewöhnlich war die Wahl zwischen Ketten- und Kardanantrieb, während andere Highwheeler überwiegend Ketten verwendeten.
Das Model A war das schwächste und kürzeste Fahrzeug im Sortiment. Der Motor war mit 10/12 PS angegeben. Das Fahrgestell hatte 183 cm Radstand. Der Aufbau wurde Buggy genannt.
Das Model B hatte einen Motor, der mit 16/18 PS angegeben war. Der Radstand betrug 208 cm. Die Fahrzeuge waren als Runabout karosseriert.
Das Model C war abgesehen vom Aufbau als Surrey identisch.

## Modellübersicht
| Jahr      | Modell  | Zylinder | Leistung (PS) | Radstand (cm) | Aufbau   |
| --------- | ------- | -------- | ------------- | ------------- | -------- |
| 1908–1909 | Model A | 2        | 10/12         | 183           | Buggy    |
| 1908–1909 | Model B | 2        | 16/18         | 208           | Runabout |
| 1908–1909 | Model C | 2        | 16/18         | 208           | Surrey   |